# Ȏ
Cette page contient des caractères spéciaux ou non latins. S’ils s’affichent mal (▯, ?, etc.), consultez la page d’aide Unicode.
Ȏ (minuscule : ȏ), appelé O brève inversée, est un graphème utilisé dans la notation de phonologie ou de poésie du croate ou du slovène.
Il s'agit de la lettre O diacritée d'une brève inversée.

## Représentations informatiques
Le O brève inversée peut être représenté avec les caractères Unicode suivants :
- précomposé (latin de base, diacritiques) :

| formes    | représentations | chaînes de caractères | points de code | descriptions                              |
| --------- | --------------- | --------------------- | -------------- | ----------------------------------------- |
| capitale  | Ȏ               | Ȏ                     | U+020E         | lettre majuscule latine o brève renversée |
| minuscule | ȏ               | ȏ                     | U+020F         | lettre minuscule latine o brève renversée |

- décomposé (latin de base, diacritiques) :

| formes    | représentations | chaînes de caractères | points de code | descriptions                                          |
| --------- | --------------- | --------------------- | -------------- | ----------------------------------------------------- |
| capitale  | Ȏ               | O◌̑                    | U+004F U+0311  | lettre majuscule latine o diacritique brève renversée |
| minuscule | ȏ               | o◌̑                    | U+006F U+0311  | lettre minuscule latine o diacritique brève renversée |